# Amomum argyrophyllum
Amomum argyrophyllum là một loài thực vật có hoa trong họ Gừng. Loài này được Henry Nicholas Ridley mô tả khoa học đầu tiên năm 1920.

## Phân bố
Loài này có ở miền nam Thái Lan.

## Mô tả
Thân rễ thanh mảnh thuôn dài, thân 3 ft. Lá hình mũi mác nhọn, dài, thu hẹp lại ở cuống lá, mặt sau khi khô màu trắng bạc mượt, dài 14 inch, rộng 2,5 inch; cuống lá dài 4 inch, bẹ 12 inch, lưỡi bẹ ngắn, thuôn dài, tròn hợp sinh với cuống lá. Cụm hoa dạng đầu hình nón, dài 2 inch có cuống rất ngắn. Lá bắc giống như da, nhẵn nhụi, hình mác-thuôn dài, tù, khoảng 12, dài nhất 1,25 inch x 0,75 inch, có sọc. Lá bắc bên trong hình mác dài 1 inch. Đài hoa dài 1,25 inch, hình phễu hẹp với 3 thùy ngắn ở đỉnh. Ống tràng hoa dài 2 inch, thanh mảnh ở gốc, giãn ra phía trên, các thùy trên hình mác rộng, có nắp che; các thùy bên hình mác, kích thước 1,25 inch x 0,5 inch. Môi hình trứng ngược, nguyên, kích thước 1,5 inch x 0,6 inch; đỉnh tròn, miệng ống có lông. Chỉ nhị dài 0,25 inch, bao phấn thuôn dài, mào rất lớn, hình thận bề ngang 0,5 inch, đỉnh của bao phấn chia đôi. Có quan hệ gần với A. dealbatum (A. sericeum) nhưng nhỏ hơn nhiều với các lá hẹp hơn.